# Jacques Fontanille
Jacques Fontanille (28 de setembro de 1948) é um linguista francês, um dos principais nomes da Escola de Paris. Pesquisador de diversos tópicos que abrangem semiótica teórica, semiótica literária e semiótica visual, Fontanille foi aluno de Algirdas Julien Greimas, continuador de seu programa. Ele é professor e presidente da Universidade de Limoges, na França, onde ministra cursos de linguística, estilística e retórica.
Ao lado de Greimas e Claude Zilberberg, elaborou a semiótica das paixões.

## Obras
- Sémiotique des passions (1991)
- Sémiotique du visible (1995)
- Sémiotique et littérature (1999)
- Tension et signification (1999)
- Sémiotique du discours (2003)
- Séma et soma. Les figures du corps (2004)[2]